# Puritanical Euphoric Misanthropia
Puritanical Euphoric Misanthropia peti je studijski album norveškog black metal-sastava Dimmu Borgir, a izdan je 2001.

## Popis pjesama
1. "Fear and Wonder" – 2:47
2. "Blessings upon the Throne of Tyranny" – 5:18
3. "Kings of the Carnival Creation" – 7:48
4. "Hybrid Stigmata - The Apostasy" – 6:57
5. "Architecture of a Genocidal Nature" – 6:08
6. "Puritania" – 3:06
7. "IndoctriNation" – 5:57
8. "The Maelstrom Mephisto" – 5:13
9. "Absolute Sole Right" – 6:57
10. "Sympozium" – 6:25
11. "Perfection or Vanity" – 3:36
12. "Devil's Path" (Ponovno snimljeno, bonus pjesma) – 5:32
13. "Burn in Hell" (Bonus pjesma) – 5:05

## Doprinosi
- Shagrath - vokal
- Silenoz - gitara
- Galder - gitara
- Nicholas Barker - bubnjevi
- ICS Vortex - bas-gitara i vokal
- Mustis - sintisajzer i klavir

- Göteborški operni orkestar:
  - Gaute Storås - dirigent
  - Thore Svedlund - violina
  - Bertil Lindh - violina
  - Henrik Edström - viola
  - Grzegorz Wybraniec - violončelo
  - Nils Edin - viola
  - Annika Hjelm - violina
  - Per Enokson - violina
  - Annica Kroom - violina
  - Nicola Boruvka - violina
  - Catherine - violina
  - Bo Eklund - kontrabas
  - Per Högberg - viola
  - Johan Stern - violončelo

- Fredrik Nordström - miksanje, inženjer zvuka
- Charlie Storm - glazbeni uzorci na pjesmi "Puritania"
- Alf Børjesson - omot albuma, ilustracije